# Eulophia hologlossa
Eulophia hologlossa är en orkidéart som beskrevs av Rudolf Schlechter. Eulophia hologlossa ingår i släktet Eulophia och familjen orkidéer. Inga underarter finns listade i Catalogue of Life.